# Tricalysia wernhamiana
Tricalysia wernhamiana är en måreväxtart som först beskrevs av John Hutchinson och John McEwan Dalziel, och fick sitt nu gällande namn av Ronald William John Keay. Tricalysia wernhamiana ingår i släktet Tricalysia och familjen måreväxter.
Artens utbredningsområde är Nigeria. Inga underarter finns listade i Catalogue of Life.